# 新胜爱氏海葵
新胜爱氏海葵（学名：Edwardsia neozelanica）为爱氏海葵科爱氏海葵属的动物。分布于新西兰以及黄渤海等。